# Melissa Febos
Œuvres principales
Whip Smart (2010)

Abandon Me (2017)

Girlhood (2022)

Body Work: The Radical Power of Personal Narrative (2022)
Melissa Febos est une écrivaine et professeure d'université américaine, connue pour ses autobiographies sur le féminin et la sexualité.

## Biographie
La vie de Melissa Febos est décrite en détail dans ses autobiographies; où elle raconte ses origines indiennes d’Amérique du côté de son père biologique, sa relation avec son père adoptif, capitaine de la marine marchande, l'abandon du lycée pour une carrière de dominatrice dans un donjon à Manhattan,.
L'écrivaine à fait des études de Lettres à l'université The New School,.
Elle utilise son parcours atypique comme sujet principal de ses publications, notamment pour engager le lecteur dans la discussion sur la féminité, la passion, l'amour, le sexe et la sexualité.
Elle enseigne l'écriture comme professeure assistante à l'Université de l'Iowa. C'est en constatant que de nombreux étudiants rejettent leurs travaux car trop nombriliste que Melissa Febos publie son livre Body Work : The Radical Power of Personal Narrative en 2022, où elle encourage l'utilisation des expériences personnelles comme sujet d'écriture.

### Whip Smart: a memoir(2010)
Ce livre est une autobiographie où l'autrice raconte sa transformation d'étudiante à l'Université The New School en dominatrice professionnelle. Elle y décrit son travail ainsi que son addiction à la drogue, avant de pouvoir prendre du recul.
Ce premier livre fut une des sources d'information et d'inspiration pour la confection du film Les Runaways de Floria Sigismondi; et pour la comédie "Trust" de Paul Weitz.
Publié en 2010 aux éditions St. Martin's Press, le livre a été adapté en poche chez Pan Macmillan en 2010 puis chez St Martin's Press en 2011. Il existe en version livre numérique.

### Abandon Me: Memoirs(2017)
Le livre est un recueil d'essais autobiographiques où l'autrice aborde le thème des liens affectifs et le besoin d'affection des individus. Pour cela, elle choisit des textes qui racontent chacun une période de sa vie, partant de son enfance avec son père biologique, puis son père adoptif capitaine de marine souvent absent, aux années d'addiction pendant le lycée ou encore avec sa relation longue-distance avec une femme nommée Amaia. Malgré le caractère très personnel du livre, l'autrice étudie sa propre évolution et la perception qu'à la société des personnes ayant vécu le même chemin qu'elle. Melissa Febos fait le constat que la petite fille "normale" et l'adulte "troublé" sont la même personne.
Sorti en février 2017 aux États-Unis, le livre a été publié chez Bloomsbury Publishing en grand format, puis en livre de poche en 2018. Une version numérique est disponible.

### Girlhood(2022)
Dans cette troisième autobiographie, Melissa Febos aborde le thème du passage à l'âge adulte pour les femmes. En plus d'observer sa propre histoire, l'autrice étudie les injonctions imposées par la société sur son corps et sa manière d'être; le décalage entre ce que Melissa Febos à onze ans pensait d'elle-même par rapport à la vision sexualisée que la société voyait. Le livre est protéiforme, mêlant aussi bien des narrations que des entretiens sociologiques et des références culturelles, afin de mieux cerner les déformations qu'opère la société sur la conscience féminine personnelle.
Sorti en 2022 aux États-Unis aux éditions Bloomsbury, le livre a été traduit en français par Chloé Royer la même année aux éditions Belfond sous le titre "Être Fille".

### Body Work: The Radical Power of Personal Narrative(2022)
Le livre est le premier document non-autobiographique de l'autrice, qui invite le lecteur à considérer l'acte de l'écriture comme un moyen de prendre soin de soi. Son propos repose principalement sur l'idée que toutes les histoires (secret, traumatisme, vulnérabilité, etc.) valent la peine d'être écrites.
Le livre est sorti en mars 2022 aux éditions Catapult en grand format, puis en livre de poche chez Manchester University Press.

## Récompenses
En 2021, Melissa Febos remporte le National Book Critics Circle Award pour son livre Girlhood,.